# بهشون بگو (ترانه کوچیس و اسنات)
«بهشون بگو» (به انگلیسی: Tell Em) ترانه‌ای از رپرهای آمریکایی کوچیس و اسنات می‌باشد که در ۲۸ مهٔ سال ۲۰۲۱ به‌همراهٔ موزیک ویدئویی به کارگردانی کول بنت منتشر گردید. این ترانه که توسط خود هنرمندان با همکاری جوتسو نوشته شده دربارهٔ موفقیت و کسب درآمد آن‌هاست. پس از آنکه اسنیپت‌هایی از «بهشون بگو» در تیک‌تاک پخش شد، این قطعه محبوبیت زیادی دست پیدا کرد و مورد انتظار قرار گرفت. پس از انتشار گستردهٔ ویدئوهای رقص و حرکات موزون با این ترانه در شبکهٔ اجتماعی تیک‌تاک، محبوبیت آهنگ همچنان رو به افزایش گذاشت.